# Glossogobius
Glossogobius là một chi của Họ Cá bống trắng

## Các loài
Chi này hiện hành có các loài sau đây được ghi nhận:
- Glossogobius ankaranensis Banister, 1994: Nó là loài đặc hữu của Madagascar. Môi trường sống tự nhiên của chúng là karsts.
- Glossogobius aureus Akihito & Meguro, 1975 (Golden tank goby)
- Glossogobius bellendenensis Hoese & G. R. Allen, 2009
- Glossogobius bicirrhosus (M. C. W. Weber, 1894)
- Glossogobius brunnoides (Nichols, 1951) (Dusky mountain goby)
- Glossogobius bulmeri Whitley, 1959 (Bulmer's goby)
- Glossogobius callidus (J. L. B. Smith, 1937)
- Glossogobius celebius (Valenciennes, 1837) (Celebes goby)
- Glossogobius circumspectus (W. J. Macleay, 1883) (Circumspect goby)
- Glossogobius clitellus Hoese & G. R. Allen, 2012
- Glossogobius coatesi Hoese & G. R. Allen, 1990
- Glossogobius concavifrons (E. P. Ramsay & J. D. Ogilby, 1886) (Concave goby)
- Glossogobius flavipinnis (Aurich, 1938): Nó là loài đặc hữu của Indonesia.
- Glossogobius giuris (F. Hamilton, 1822) (Tank Goby)
- Glossogobius hoesei G. R. Allen & Boeseman, 1982: Đây là loài đặc hữu của Tây Papua thuộc Indonesia.
- Glossogobius illimis Hoese & G. R. Allen, 2012
- Glossogobius intermedius Aurich, 1938: Nó là loài đặc hữu của Indonesia.
- Glossogobius kokius (Valenciennes, 1837)
- Glossogobius koragensis Herre, 1935
- Glossogobius matanensis (M. C. W. Weber, 1913): Nó là loài đặc hữu của Indonesia.
- Glossogobius minutus Geevarghese & John, 1983
- Glossogobius munroi Hoese & G. R. Allen, 2012
- Glossogobius muscorum Hoese & G. R. Allen, 2009
- Glossogobius obscuripinnis (W. K. H. Peters, 1868)
- Glossogobius olivaceus (Temminck & Schlegel, 1845)
- Glossogobius robertsi Hoese & G. R. Allen, 2009
- Glossogobius sparsipapillus Akihito & Meguro, 1976 (Linecheek tank goby)
- Glossogobius torrentis Hoese & G. R. Allen, 1990